# Daniel Moreno
Daniel Moreno Fernández (nascido em 5 de setembro de 1981) é um ciclista profissional espanhol. Atualmente corre para a equipe russa Katusha.